# Fehéroroszország hadereje
Fehéroroszország hadereje (belarusz nyelven Узброеныя сілы Рэспублікі Беларусь, magyar átírásban: Uzbrojenija szili Reszpubliki Belarusz) a szárazföldi erőkből és légi- és légvédelmi erőkből áll, melyek a Fehérorosz Védelmi Minisztérium irányítása alatt állnak. Tengerparttal nem rendelkező ország lévén nincsen haditengerészete.

## Fehéroroszországhaderejének összefoglaló adatai
- Katonai költségvetés: 450 millió USD, a GDP 1,4%-a.
- Teljes személyi állomány: 79 800 fő (30 000 fő sorozott, 4000 nő)
- Aktív állomány: 45 350 fő [1]
- Szolgálati idő: 8-12 hónap
- Tartalékos: kb. 289 500 fő[1]
- Félkatonai erők: 110 000 fő[1] (12 000 fő határőr, 11 000 fő belügyi erők, 87 000 fő milícia.)
- Mozgósítható lakosság: 2 520 644 fő 2005-ben.

## Szárazföldi erő
Állománya: 29 300 fő

### Szervezete
- 1 hadtest
  - 3 önálló gépesített dandár, 1 rakéta dandár, 1 tüzér ezred, 1 páncéltörő ezred, 1 rakéta-sorozatvető osztály
- 2 hadtest
  - 2 dandár, 2 tüzér ezred, 1 páncéltörő tüzér ezred, 1 sorozatvető ezred
- 1 kiképző lövész hadosztály
- 3 önálló mozgósított dandár
- 1 tüzér hadosztály
  - (3 dandár)
- 1 tüzér ezred

### Fegyverzete
- 1513 db T–55, T–72 harckocsi
- 95 db T-80 harckocsi
- 1588 db páncélozott gyalogsági harcjármű (BMP–1, BMP–2, BMD–1)
- 919 db páncélozott szállító jármű (BTR–60, BTR–70, BTR–80, BTR–D, MT–LB)
- 1741 db tüzérségi löveg
  - vontatott: 428 db (122 mm-es, 152 mm-es)
  - önjáró: 568 db (122 mm-es, 152 mm-es, 203 mm-es)
  - 344 db sorozatvető (BM–21 Grad stb.)
  - 130 db aknavető
- hadászati csapásmérő rakéta: 60 db 8K11 (Scud-B indító)
- harcászati rakéta: 36 db Luna indító
- légvédelmi rakéták: 350 db SA–8, SA–11, SA–12, SA–13.

## Légi- és légvédelmi erő
Állománya: 22 000 fő (ebből 10 200 fő légvédelem)
Repülési idő: 15 óra

### Fegyverzete
- Harci repülőgépek: 212 db (Szu–24, Szu–25, MiG–23, MiG–29, Szu–27);
- Helikopterek: 82 db (Mi–24, Mi–6, Mi–8);
- Szállítók: 30 db (An–12, An–24, An–26, Tu–134);
- Légvédelmi rakéták: 175 db (SZ–125 Nyeva–M, SA-5, SA-10).